# Congregación Hidalgo, Tlapacoyan
Congregación Hidalgo är en ort i Mexiko.   Den ligger i kommunen Tlapacoyan och delstaten Veracruz, i den sydöstra delen av landet, 200 km öster om huvudstaden Mexico City. Congregación Hidalgo ligger 639 meter över havet och antalet invånare är 650.
Terrängen runt Congregación Hidalgo är huvudsakligen kuperad, men åt nordväst är den platt. Runt Congregación Hidalgo är det ganska tätbefolkat, med 248 invånare per kvadratkilometer. Närmaste större samhälle är Tlapacoyan, 4,2 km öster om Congregación Hidalgo. I omgivningarna runt Congregación Hidalgo växer huvudsakligen savannskog.